# 阿让库尔
阿让库尔（法語：Agencourt，法語發音：[aʒɑ̃kuʁ]）是法国科多尔省的一个市镇，位于该省南部，属于博讷区。

## 地理
阿让库尔（47°7'41"N, 4°58'51"E）面积4.2 平方千米，位于法国勃艮第-弗朗什-孔泰大區科多尔省，该省份为法国中东部省份，北起奥布省，西接涅夫勒省和约讷省，南至索恩-卢瓦尔省，东南接汝拉省，东临上索恩省，东北部与上马恩省接壤。
与阿让库尔接壤的市镇（或旧市镇、城区）包括：邦库尔勒布瓦、坎塞、热尔朗、尼伊圣乔治。

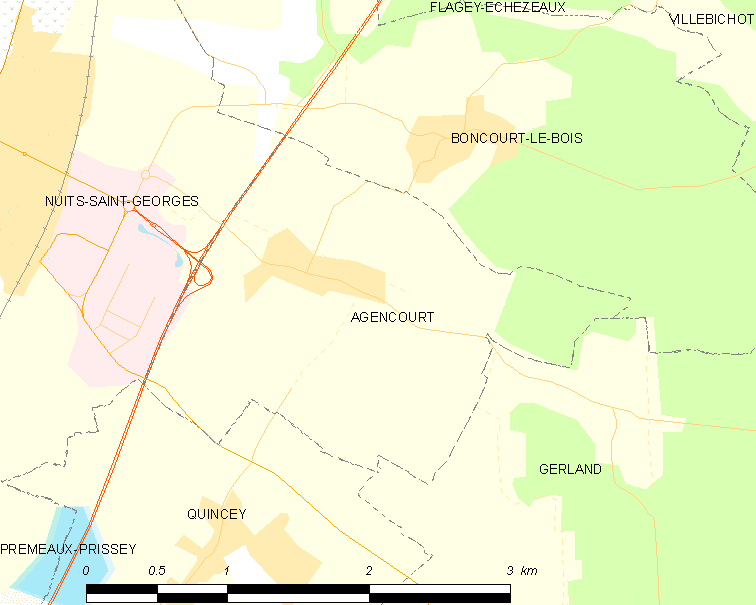
阿让库尔的OSM定位图

阿让库尔的时区为UTC+01:00、UTC+02:00（夏令时）。

## 行政
阿让库尔的邮政编码为21700，INSEE市镇编码为21001。

## 政治
阿让库尔所属的省级选区为尼伊圣乔治县。

## 人口

1962-2008年间阿让库尔人口变化图示

阿让库尔于2022年1月1日时的人口数量为428人。